# Дискусы
Дискусы (лат. Symphysodon) — род цихловых рыб, широко распространённый в бассейне реки Амазонки. Для них характерно округлое, сплющенное с боков тело, в окраске присутствует рисунок из девяти вертикальных полос. Взрослые рыбы достигают 12,3—13,7 см длины (без хвостового плавника). Половой диморфизм не выражен.

## Систематика
На данный момент существует несколько вариантов систематики природных подвидов дискусов.
С 1904 года в систематике цихлид появился вид Symphysodon discus, объединяющий известные на тот момент природные вариации признаков как подвиды:
- дискус Хеккеля Symphysodon discus Heckell, 1840

В 1960 году американский ихтиолог Леонард Шульц опубликовал в журнале «Tropical Fish Hobbyist» результаты его ревизии рода. Данная публикация, в которой Symphysodon aequifasciata был выделен в самостоятельный вид и были описаны два его новых подвида, содержала большое количество неточностей и противоречий, одна предложенная система из четырёх видов прочно вошла в тогдашний обиход.
- Symphysodon discus Heckell, 1840
  - дискус Хеккеля S. discus discus Heckel, 1840
- дискус равнополосый Symphysodon aequifasciata Pellegrin, 1904
  - зелёный дискус S. aequifasciata aequifasciata Pelegrin, 1904
  - коричневый дискус S. aequifasciata axelrodi Shultz, 1960
  - голубой дискус S. aequifasciata haraldi Shultz, 1960

В последующей ревизии систематики, проведённой Свеном Кулландером, было устранено деление на подвиды. Его книга «Цихловые рыбы перуанской части бассейна Амазонки», изданная в 1986 году, радикально изменила ряд аспектов в таксономии южно-американских цихлид, включая род Symphysodon. В ней и более поздних статьях Кулландер признавал валидными только 2 вида: Symphysodon discus Heckel, 1840 и Symphysodon aequifasciatus Pellegrin, 1904, а все остальные описания рассматривал как младшие синонимы.
Хайко Блеер в своей монографии «Дискусы Блеера» признавал устаревшей систему рода с делением на два вида и три подвида, принятую с 1960-х годов, а также синонимию, приведённую Кулландером (1986). Блеер выделял в составе рода Symphysodon теперь три вида: Symphysodon discus Heckel, 1840, Symphysodon aequifasciatus Pellegrin, 1904, Symphysodon haraldi Schultz, 1960.
В 2006 году шведские учёные предложили систематику из 3 видов, которая в настоящее время является общепринятой:
- Symphysodon discus Heckell, 1840 — Обыкновенный дискус[10]
- Symphysodon aequifasciatus Pellegrin, 1904[11][12][13]
- Symphysodon tarzoo Lyons, 1959[12][14]

## Биотоп
Биотопы бассейна Амазонки в течение года претерпевают существенные перемены. С наступлением в декабре сезона дождей происходит разлив Амазонки. Тропические ливни и талые воды с высокогорий поднимают уровень воды в русле реки. Вода во многих притоках в это время меняет направление течения на обратное, пока разливающаяся река не затопит огромные территории. В водоёмы с кристально чистой водой паводки приносят мутную глинистую воду. Окружающий Амазонку затопленный лес превращается в единое медленно текущее болото. К маю проливные дожди прекращаются. В воды затопленного леса перестаёт поступать речная вода и они постепенно становятся прозрачными. С июля в течение нескольких месяцев уровень воды значительно снижается. Появляется много изолированных водоёмов и небольших ручьёв, в которых вода приобретает чистоту и характерный тёмный цвет. Параметры воды в таких водоёмах могут достигать предельных значений мягкости, отсутствия электропроводности, стерильности. По свидетельству Х. Блехера, дискусы обитают в «чёрной» воде среди зарослей прибрежных кустарников, где дно водоёмов устлано слоем гниющих листьев. Вода очень мягкая и довольно кислая. Корни прибрежной растительности большую часть года находятся под водой и служат укрытием и субстратом для нереста. С уменьшением уровня воды рыба покидает укрытия и уходит на глубину, к центру водоёмов.
Дискусы не встречаются в больших реках и редко встречаются в местах интенсивных течений, заселяя множество мелких притоков и ручьёв. Таким образом затруднённое перемещение изолированных популяций приводит к формированию характерных признаков (прежде всего окраски) даже для сравнительно небольших изолированных групп. Такие локальные популяции могут насчитывать несколько сотен особей, проявляя признаки поведения стайных рыб.
В природе основу рациона дискусов составляют личинки насекомых и пресноводные креветки.

## Аквариумное рыбоводство
Дискусы популярны в аквариумном рыбоводстве. Относятся к числу наиболее красивых аквариумных рыб. В Европе дискусы появились после Первой мировой войны; получили распространение у европейских аквариумистов с 1921 г. Впервые потомство получено в неволе, по разным источникам в 1933—1936 годах в Германии. В любительском аквариуме разведены в 1956 году в ГДР.
В СССР дискусы впервые были завезены в 1957 году, но обеспечить правильные условия содержания не удалось. Рыбы повторно были ввезены в СССР в 1962 году и разведены в Эстонии.
В числе прочих аквариумных рыб, экспортируемых из Бразилии в огромных количествах, значительная доля представлена дискусами. Хотя для любительского аквариума особи природного происхождения интереса не представляют, по причине невзрачности и неадаптированного к аквариумным условиям поведения, «дикари» востребованы целой сетью профессиональных аквариумных хозяйств, где они используются для поддержания генетически полноценной популяции.
В настоящее время популярности дискусов способствует представленное на рынке многообразие селекционных форм, варьирующихся по форме тела, форме плавников и окраске.
Популярные гибриды:
- Голубой бриллиант
- Белоснежный дискус
- Красный дискус
- Красный шёлк
- Красный алмаз
- Pigeon blood
- Ghost
- Golden
- Ocean green

### Условия содержания в аквариуме
Рыбы чувствительны к чистоте аквариумной воды и к размерам аквариума. Рекомендуются аквариумы объёмом от 200 литров и еженедельной заменой 30 % воды. Исключительную важность имеет стабильность активной реакции воды pH: резкие колебания могут оказать непоправимый ущерб здоровью рыб. Освещение аквариума умеренное с затенёнными участками. Температура воды 26.5—28 °C.

### Разведение
В течение истории содержания дискусов в аквариумах их разведение считалось высшим достижением в любительском рыбоводстве. Опыт, накопленный к настоящему времени в разведении дискусов, выделяет как основную сложность подбора хорошей пары производителей. Как правило, получение потомства от устоявшихся пар не представляет затруднений.
Проблемы формирования хорошей пары могут проявиться на разных этапах воспроизводства:
- пара сформировалась, но партнёры без видимых причин не приступают к подготовке субстрата и икрометанию
- пара сформировалась, но один из партнёров проявляет излишнюю агрессивность или апатию
- пара сформировалась, выбрала субстрат, отложила икру, после чего оба партнёра теряют интерес к кладке
- пара сформировалась, выбрала субстрат, отложила икру, один из партнёров проявляет агрессию по отношению к другому
- пара сформировалась, выбрала субстрат, отложила икру, за время ухаживания за кладкой икру постепенно съедают оба или один из партнёров. Данная проблема может быть вызвана присутствием в аквариуме других назойливых обитателей.

Из приведённого выше перечня только две первые проблемы трудно решаемы техническими средствами, подбором условий и показателей воды. Современная аквариумистика предусматривает способы сохранения кладки путём изолирования производителей с последующим самостоятельным уходом за мальками или путём размещения над субстратом сетки, позволяющей свободный ток воды над икрой и в то же время препятствующей уничтожению икры производителями.
Ранние попытки разведения дискуса включали отделение родителей от их икры, что является ошибкой, так как мальки первое время питаются пролактином, индуцированным их родителями, секретоцитами (специализированными клетками) в качестве исходного источника питания (а не слизи тела родителей).
Температура воды в период размножения должна быть 30—32, при 26 градусах икра практически не проклёвывается, и производители бросают кладку.
В отношении прочих показателей дискусы не требовательны. Повышенная жёсткость воды снижает оплодотворяемость икры, поэтому именно на период размножения для дискусов рекомендуется мягкая вода.
В качестве нерестовика можно использовать отдельный аквариум объёмом от 100 литров, без грунта и растений. В качестве субстрата хорошо подходят цветочные керамические горшки или специальные керамические конусы. Рыбы могут облюбовать и менее подходящие предметы: вертикально расположенный обогреватель или стенку внутреннего фильтра. В отношении своего выбора пара может проявлять упорное постоянство.
Замена воды в нерестовике производится в обычном режиме.

### Совместимость
Дискусы — рыбы не агрессивные и не представляют угрозы для других обитателей аквариума. Проблема совместимости может заключаться в большей теплолюбивости дискусов по сравнению с большинством популярных аквариумных рыб. Если целью аквариумиста являются максимально благоприятные условия для содержания дискусов, предпочтительным будет отдельный, предназначенный только для дискусов аквариум.
Вопреки выраженному внешнему сходству со скаляриями, дискусы плохо переносят соседство с последними. Резкий и значительно более задиристый характер скалярий не позволяет рекомендовать их для совместного содержания с дискусами.

## Галерея

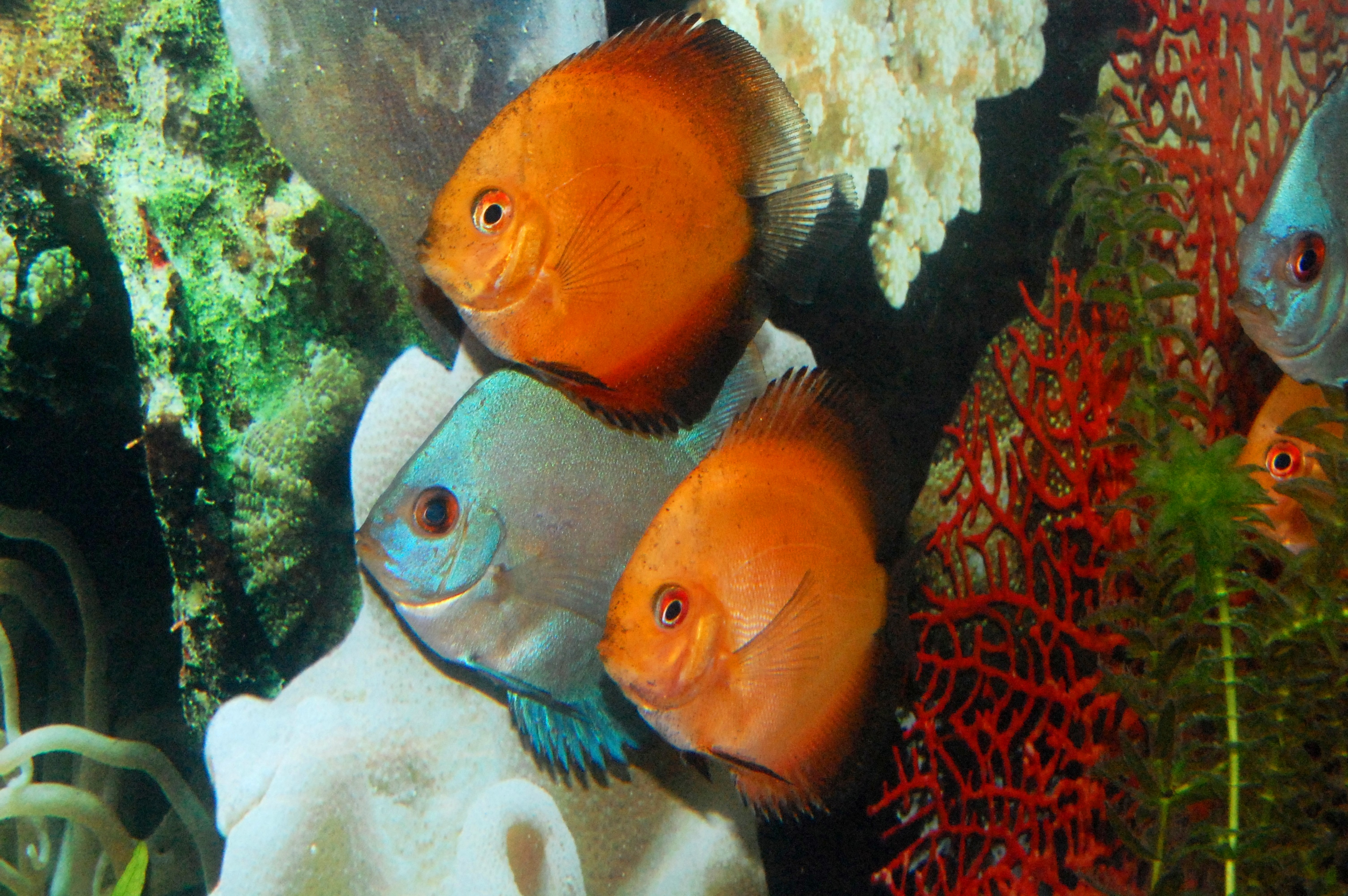
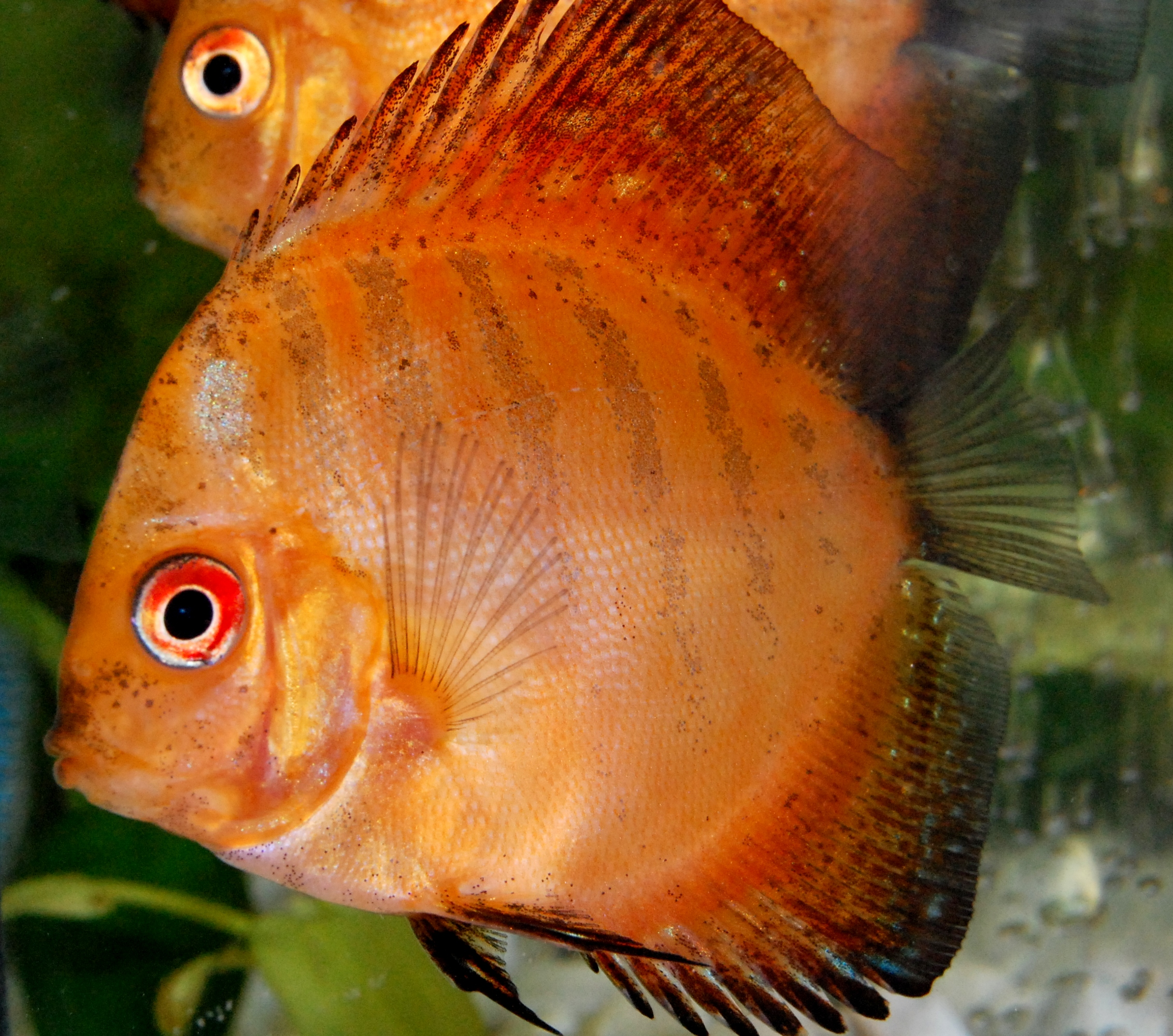
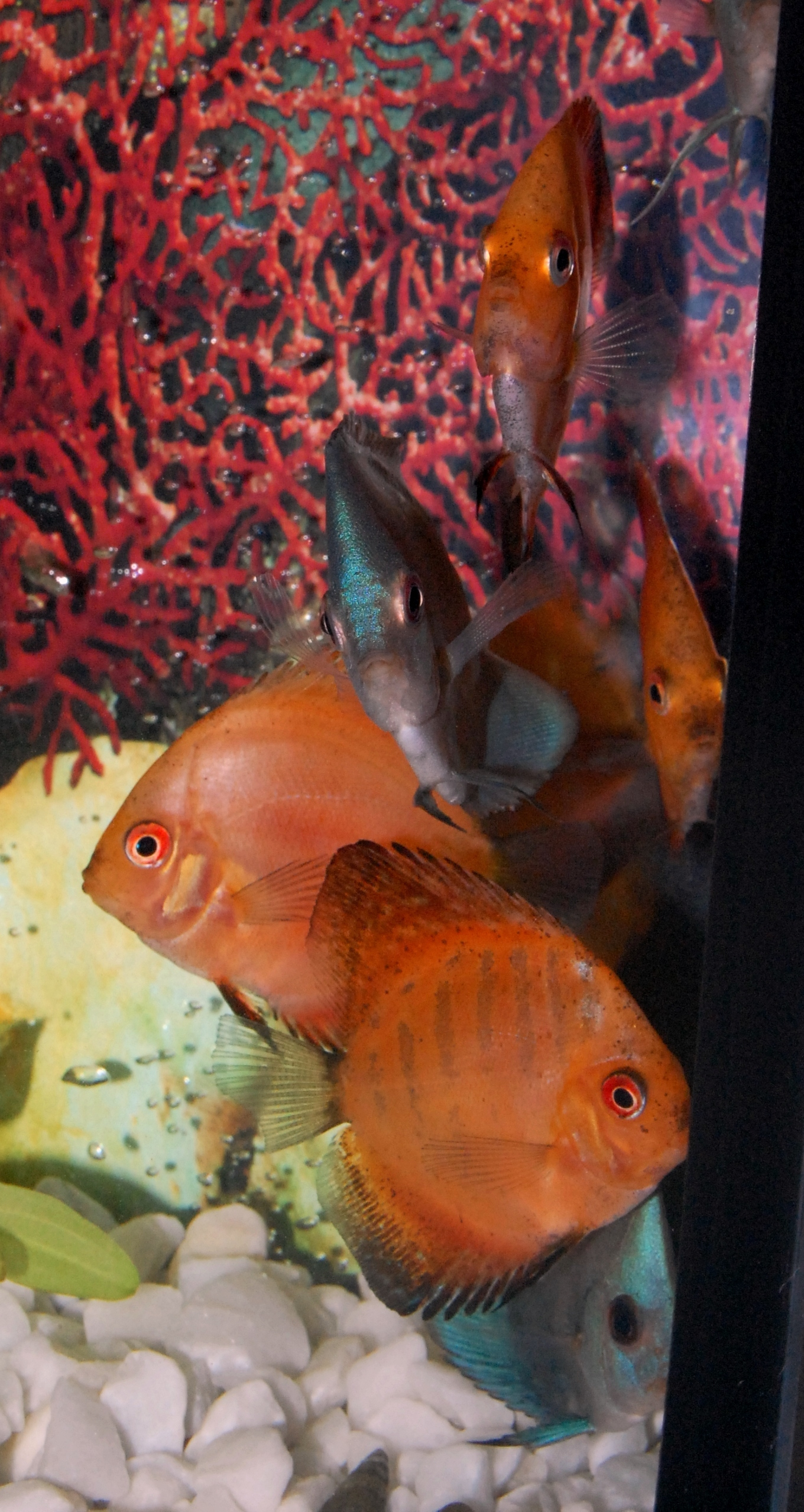
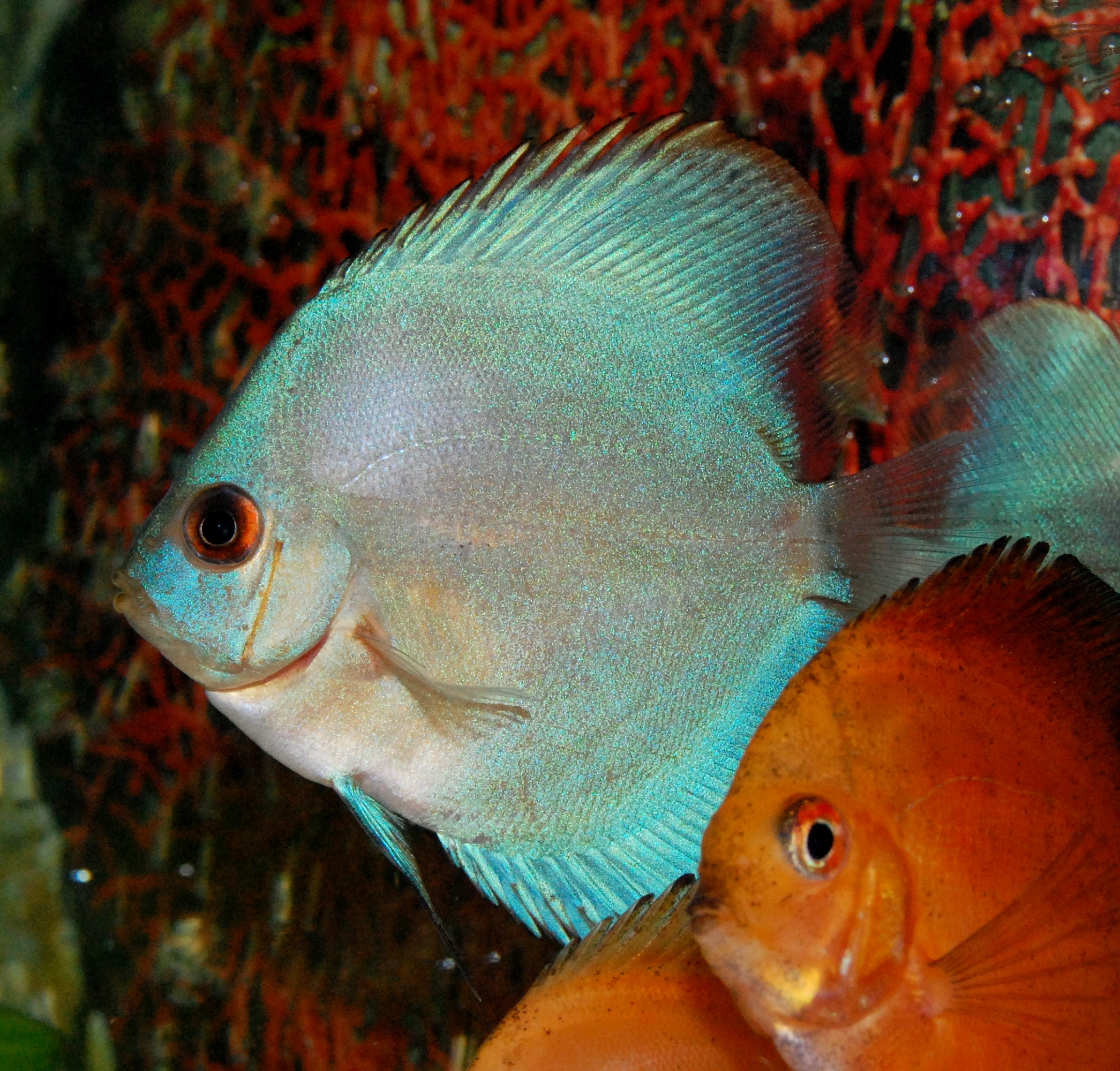
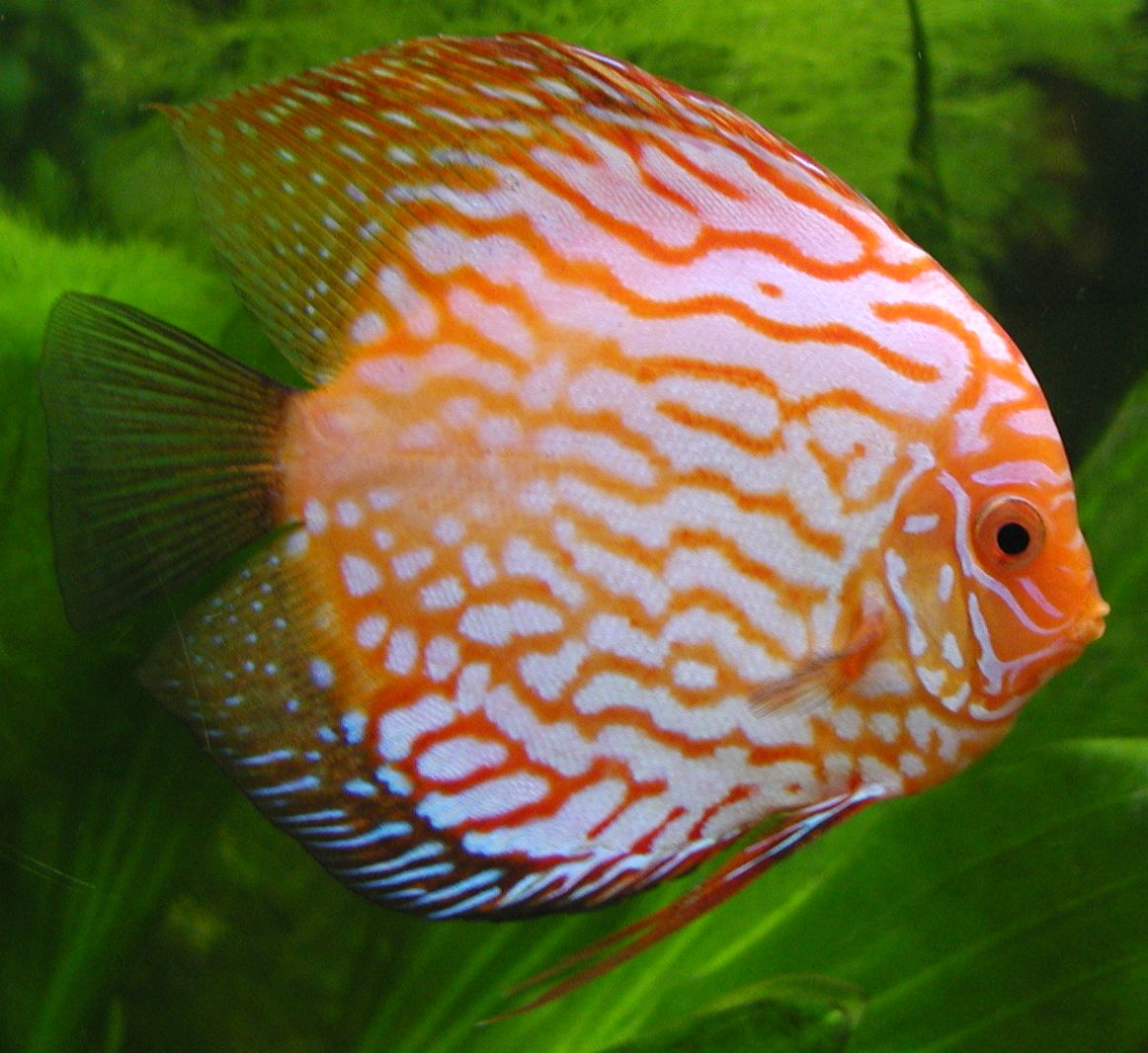
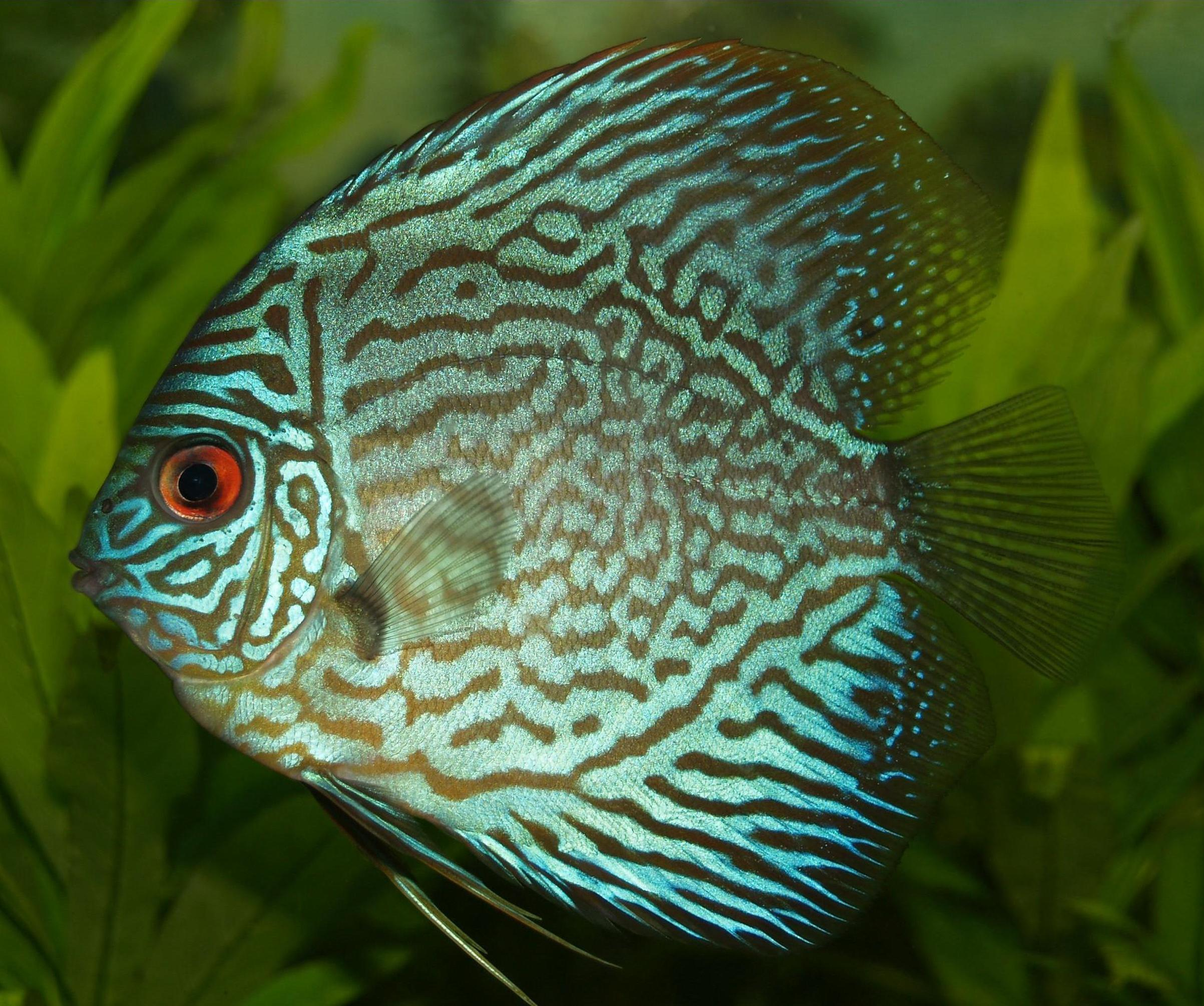
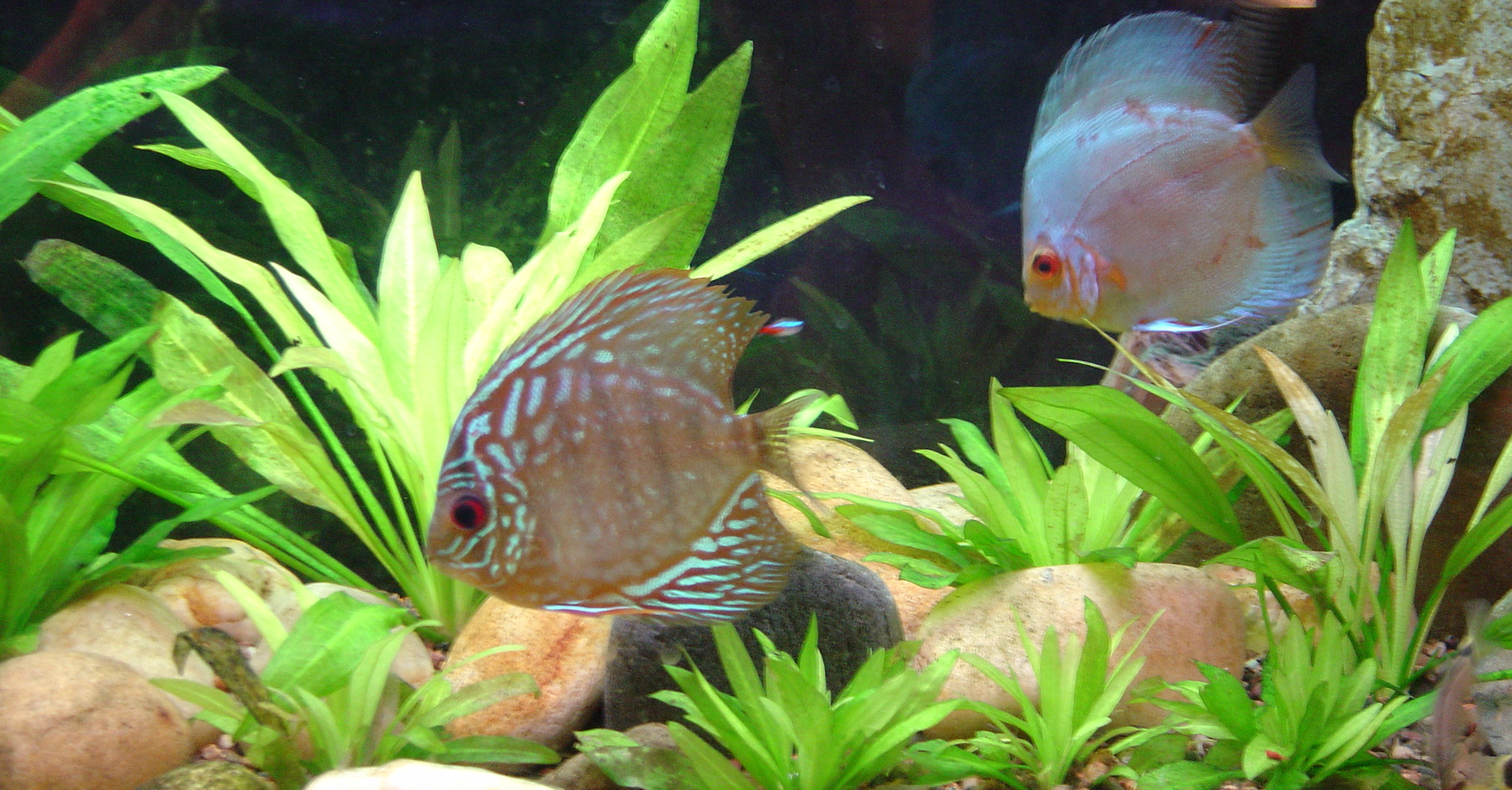
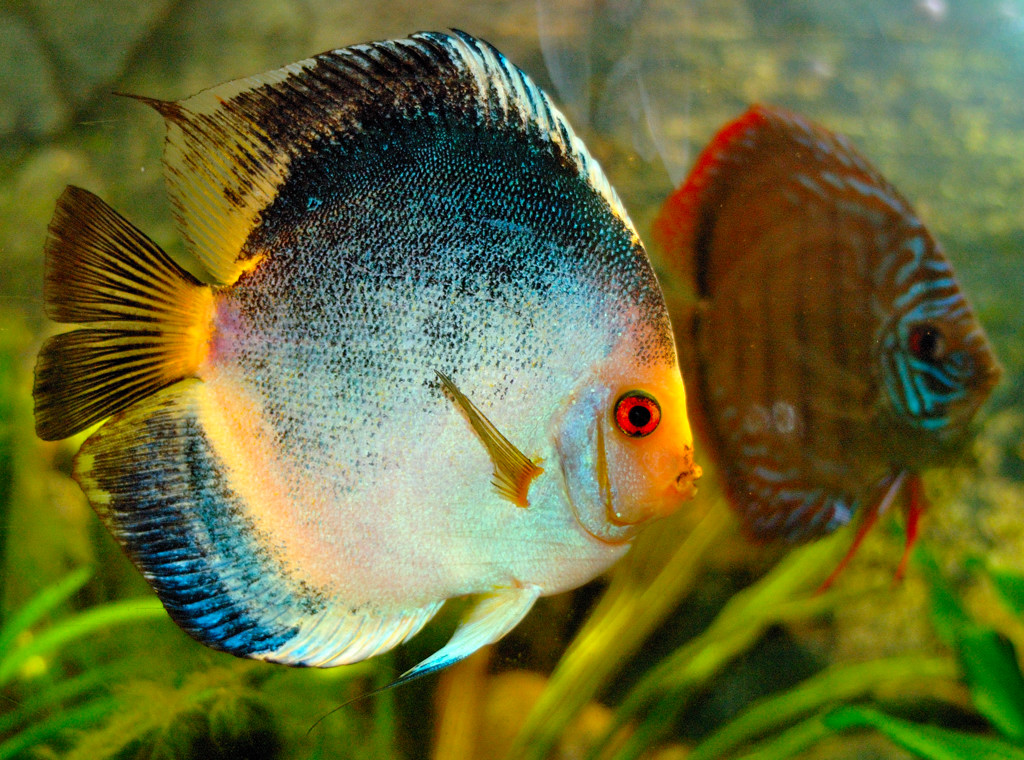
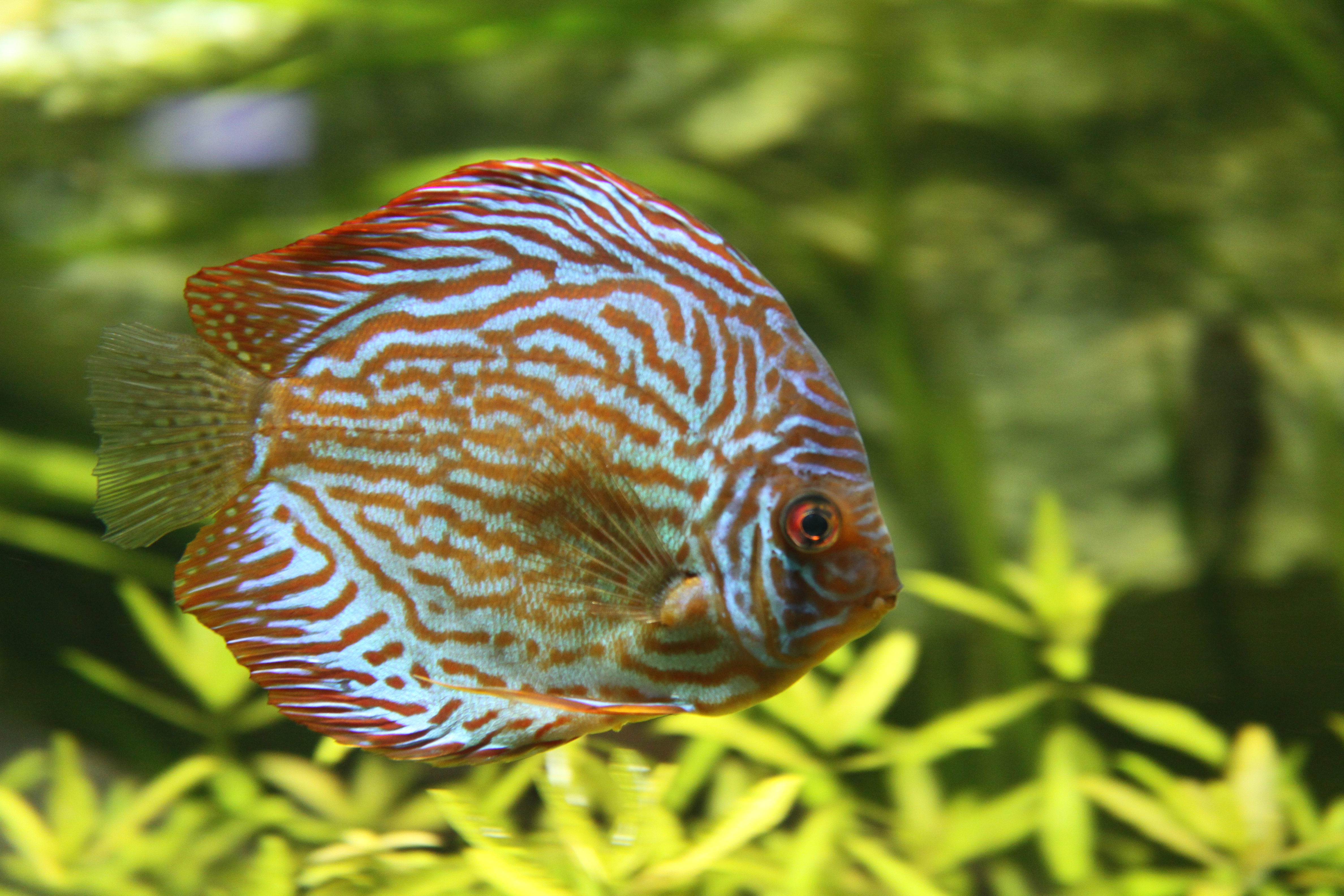
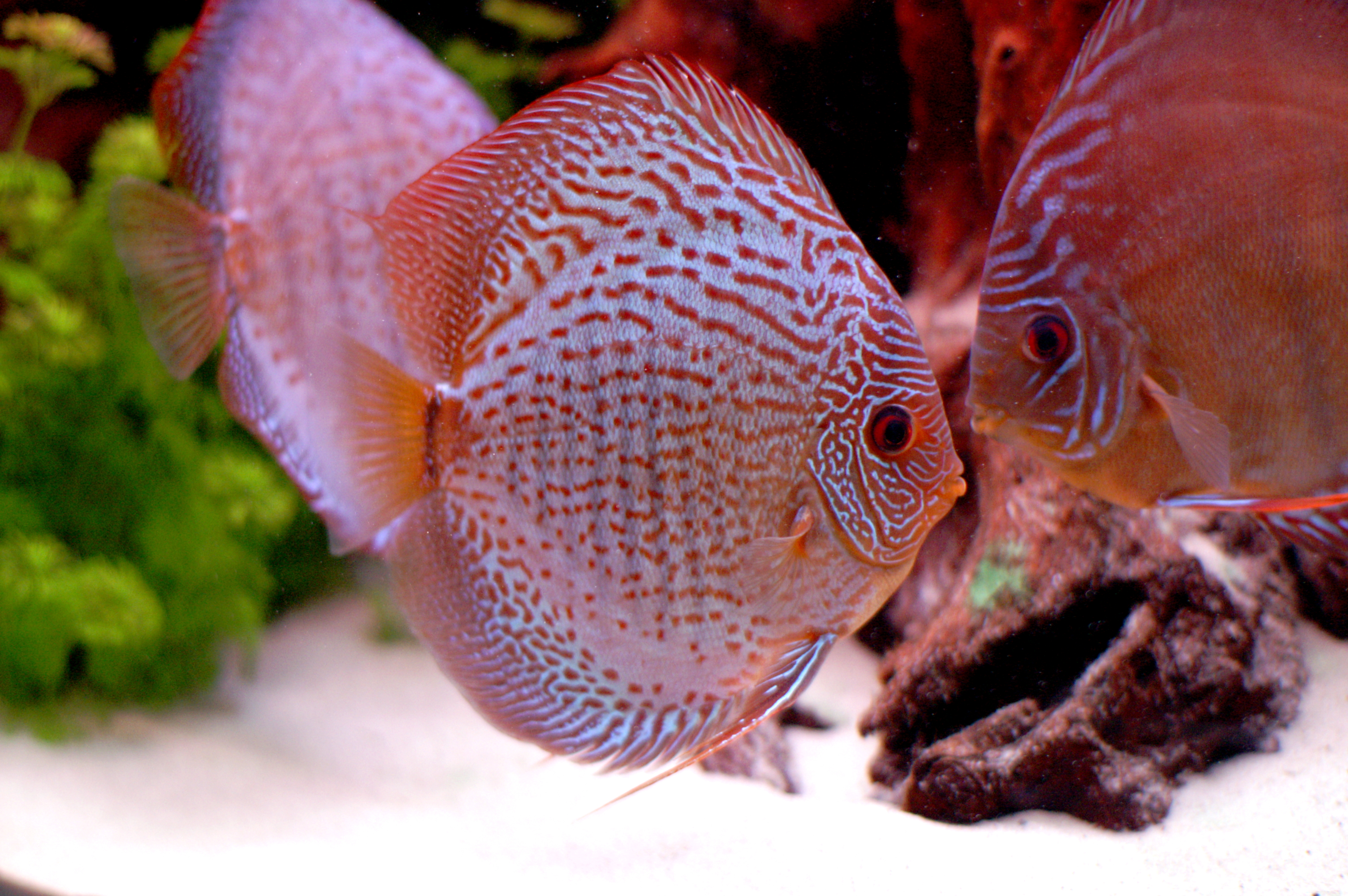
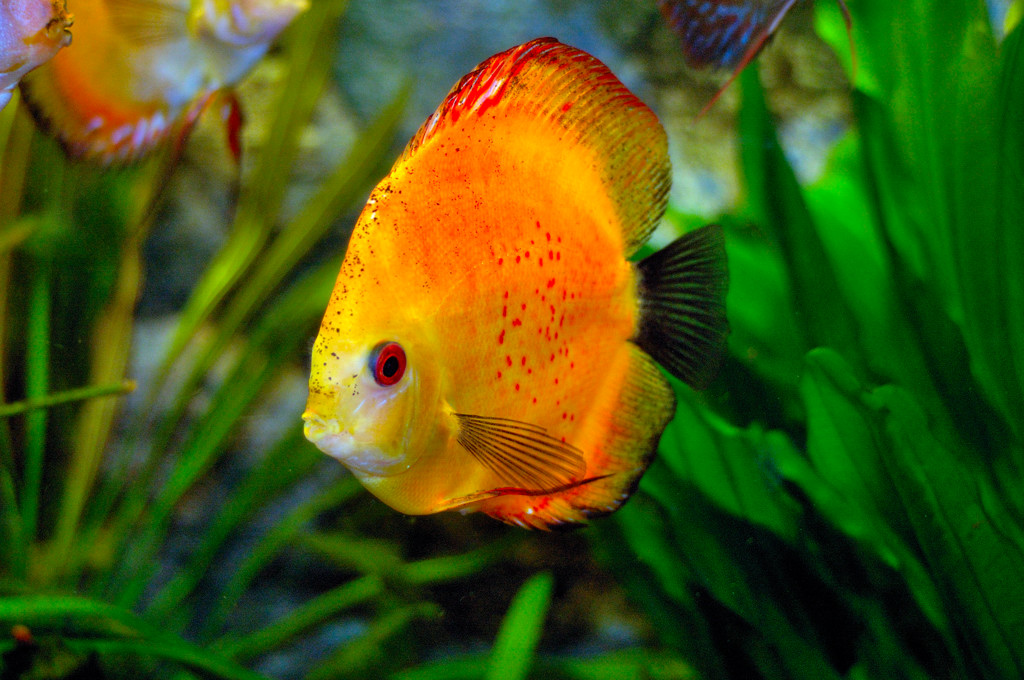
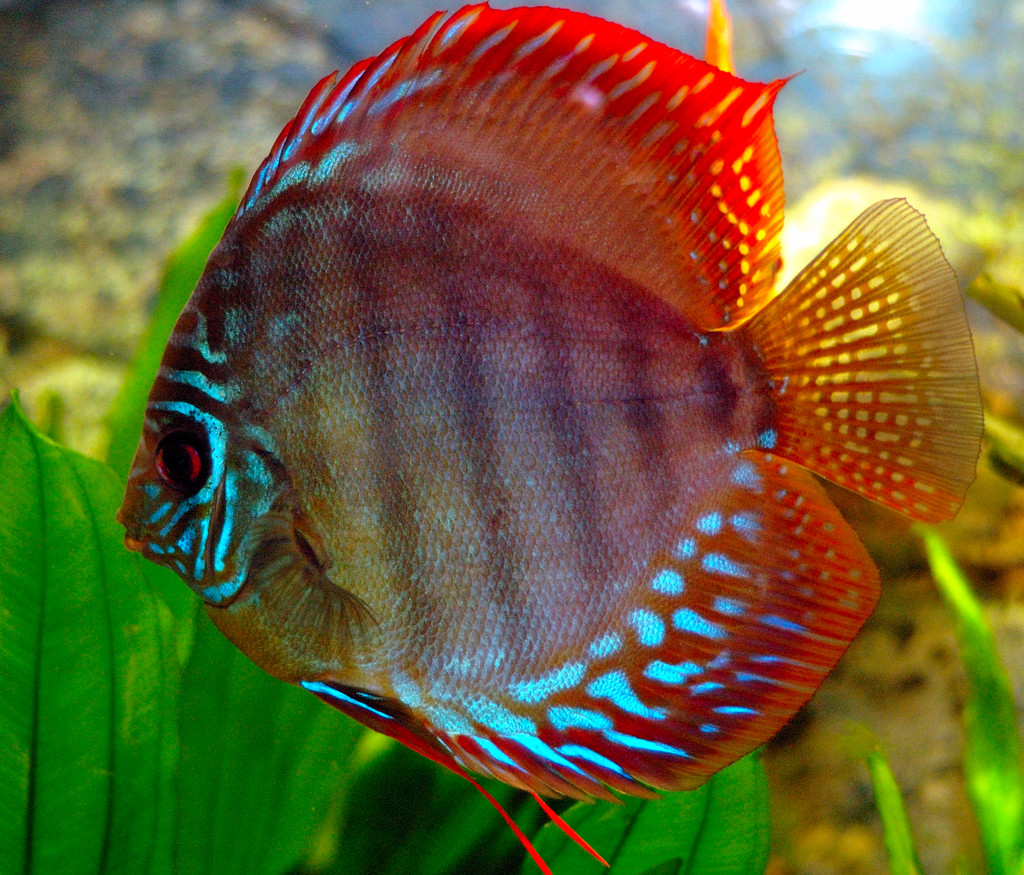